# نیوبرگ (داکوتای شمالی)
نیوبرگ(به انگلیسی: Newburg) شهری در ایالت داکوتای شمالی کشور ایالات متحده آمریکا است که جمعیت آن در سرشماری سال ۲۰۱۰ میلادی، ۱۱۰ نفر بوده‌است.